# Aname collinsorum
Aname collinsorum is een spinnensoort uit de familie Anamidae.
Aname collinsorum werd in 1985 beschreven door Raven.